# Adeloga (święta)
Adeloga (zm. 745) – księżniczka francuska. Fundatorka klasztoru benedyktynek w Kitzingen.
W ikonografii przedstawiana jest w benedyktyńskim habicie z pastorałem. Jej atrybutem jest makieta kościoła nawiązująca do dokonanej fundacji klasztoru.